# Joshua Gomez
Joshua Eli Gomez (Bayonne, 20 de Novembro de 1975) é um ator estadunidense, irmão do ator Rick Gomez, é mais conhecido por seu papel como Morgan Grimes na série Chuck (série de televisão), e a série de participações no seriado de sucesso da CBS, Without a Trace, como James Mackeroy.

## Filmografia

### Televisão
- 2017 Lucifer como Neil Berguer (S03, E18)
- 2017 Scorpion como 	Dave Blakely
- 2014	 The Crazy Ones como	George
- 2013 	Castle	 como Simon Doyle
- 2007-2012 Chuck como Morgan Grimes
- 2007 Union Jackass como Julio
- 2006 Without a Trace como James Mackeroy
- 2006 Invasion como Scott
- 2001 Law & Order como Edwin Morales

### Cinema
- 2004 Bring It on Again como Sammy Stinger
- 2003 Last Man Running como J.J.